# Tour carrée de Castellane
La tour carrée de Castellane est une tour située à Castellane, en France.

## Localisation
La tour est située sur la commune de Castellane, dans le département français des Alpes-de-Haute-Provence.

## Historique
L'édifice est inscrit au titre des monuments historiques en 1927.